# Hulgur, Shiggaon
Hulgur là một làng thuộc tehsil Shiggaon, huyện Haveri, bang Karnataka, Ấn Độ.